# Космиды
Космиды (Cosmides) — плазмиды, содержащие фрагмент ДНК фага лямбда включая cos-участок. Вместе с системами упаковки в фаговые частицы in vitro используются как векторные молекулы для клонирования генов и при построении геномных библиотек. Космиды были впервые сконструированы Коллинсом и Брюнингом в 1978 году. Их название происходит от сокращения двух терминов: cos-участок (сам термин в свою очередь происходит от англ.cohesive ends — липкие концы) и плазмида.
С помощью космид можно клонировать участки ДНК размером 32-47 т.п.н. Плазмиды, если клонировать в них участки ДНК больше 4-5 т.п.н. становятся нестабильными из-за возрастающей склонности к рекомбинации. К тому же, космиды упаковываются в фаговые частицы, что позволяет доставить их в бактерию при помощи трансдукции.

## УчастокCos
Cos-участок состоит из ~200 пар оснований и необходим для упаковки космиды в фаговую частицу. В нём содержится сайт cosN, в котором фермент терминаза делает одноцепочечный разрыв каждой из цепей ДНК на расстоянии 12 п.н. друг от друга. Циклическая космида линеаризуется с образованием «липких концов» из 12 п.н. (ДНК должна быть линейной, чтобы попасть в головку фага). Сайт cosB удерживает терминазу, пока она надрезает ДНК. Сайт cosQ на следующей космиде (так как репликация по типу катящегося кольца часто приводит к образованию конкатемеров) удерживается терминазой уже после того, как предыдущая космида была упакована. Это позволяет защитить линейные космиды от расщепления ДНКазами.

## Строение космид
По сути своей космида — это ДНК фага лямбда, из который были удалены все гены, кроме cos-участка. Космида имеет размер около 5 т.п.н. и обязательно включает следующие элементы: cos-участок, необходимый для упаковки в вирионы фага лямбда, ориджин для репликации в клетке бактерий или эукариот, сайты распознавания эндонуклеазами рестрикции и маркёрный ген (например, ген резистентности к какому-либо антибиотику).
С помощью космид можно клонировать участки ДНК размером 32-47 т.п.н. Для этого космиду и чужеродную ДНК обрабатывают одной и той же эндонуклеазой рестрикции, после чего полученные линейные фрагменты смешивают и проводят реакцию лигирования. Далее происходит упаковка ДНК в фаговые головки in vitro, она разрезается в cos-участках. Необходимые вирусные белки получают из лизата E.coli cI857 (red- gam- Sam и Dam (головка) и Eam (хвост)). Этот процесс сопровождается селекцией фрагментов по размеру, поскольку упаковываться может только ДНК длиной 78-105 % от генома фага лямбда. Таким образом в вирионы попадут преимущественно рекомбинантные космиды, содержащих клонированный участок ДНК. Продукты лигирования между двумя космидами будут слишком малы для упаковки, а между двумя фрагментами чужеродной ДНК — велики.
Полученные фаговые частицы с рекомбинантными космидами используют для инфицирования клеток кишечной палочки. В цитоплазме космиды циклизуются благодаря соединению липких концов и действию фермента лигазы, а далее реплицируются как обычные плазмиды, не проявляя никаких свойств фага лямбда. Селекция трансформированных клеток проводится по маркерным геном, присутствующим в векторной молекуле.

## Модификации
Поскольку космиды дают возможность клонировать относительно большие участки ДНК, они являются удобными векторами для создания библиотек фрагментов геномов эукариот полученных путём частичного расщепления эндонуклеазами рестрикции. Однако продукты такого расщепления могут иметь разный размер, и возможны случаи, когда происходит лигирование двух относительно небольших фрагментов, которые не находились в геноме рядом, и создание соответствующего клона, который будет давать ложное представление об их положении в хромосомах. Эту проблему можно преодолеть путём фракционирования продуктов частичного расщепления по размеру. Однако даже такой метод не позволяет полностью избежать возникновения клонов космид, содержащих несколько лигированных фрагментов ДНК, поэтому были предложены другие методы, в частности дефосфорилирования фрагментов чужеродной ДНК, чтобы они не могли объединяться друг с другом. Также были созданы специальные космидные векторы pJB8 (Burke, Ish-Horowicz, 1981) и c2XB (Bates, Swift, 1983), при использовании которых вероятность образования ложных клонов сводится к минимуму.
Современные космиды серий pWE и sCos характеризуются наличием нескольких сайтов клонирования, окружённых фаговыми промоторами и уникальными участками распознавания эндонуклеазами рестрикции NotI, SacII и SfiI, позволяющих вырезать вставку одним ферментом.